# Максимов, Георгий Иванович
Георгий Иванович Максимов (27 августа 1916 — 11 августа 1980) — подполковник Советской Армии, участник Великой Отечественной войны, Герой Советского Союза (1944).

## Биография
Родился 27 августа 1916 года на хуторе Моховой (ныне — в городском округе Михайловка Волгоградской области). Русский. После окончания неполной средней школы работал заведующим торговым отделом в Андижанском райисполкоме. 
В 1936 году был призван на службу в Рабоче-крестьянскую Красную Армию. В 1941 году окончил Харьковское военно-политическое училище. С июля того же года — на фронтах Великой Отечественной войны.
К сентябрю 1943 года гвардии майор Максимов командовал мотострелковым батальоном 59-й гвардейской танковой бригады 8-го гвардейского танкового корпуса 40-й армии Воронежского фронта. Отличился во время битвы за Днепр. В ночь с 23 на 24 сентября 1943 года батальон Максимова переправился через Днепр в районе села Зарубинцы Каневского района Черкасской области Украинской ССР и захватил плацдарм на его западном берегу, после чего удерживал его переправы основных сил.
Указом Президиума Верховного Совета СССР от 3 июня 1944 года «образцовое выполнение боевых заданий командования на фронте борьбы с немецкими захватчиками и проявленные при этом мужество и героизм» гвардии майор Максимов был удостоен высокого звания Героя Советского Союза с вручением ордена Ленина и медали «Золотая Звезда».
Был также награждён орденами Кутузова III степени, Александра Невского, Отечественной войны I и II степеней, рядом медалей.
В 1946 году в звании подполковника вышел в отставку.
Проживал в Киеве. Скончался 11 августа 1980 года.

## Награды и звания
- Герой Советского Союза (3.6.1944)
- Орден Ленина
- Медаль "Золотая Звезда"
- Орден Кутузова III степени
- Орден Александра Невского
- Орден Отечественной войны I степени
- Орден Отечественной войны II степени
- Медали

## Память
- В Марьина Горка (Беларусь). Мемориал в честь 8-й Гвардейской Краснознаменной танковой дивизии. Один из памятных знаков посвящён Герою.

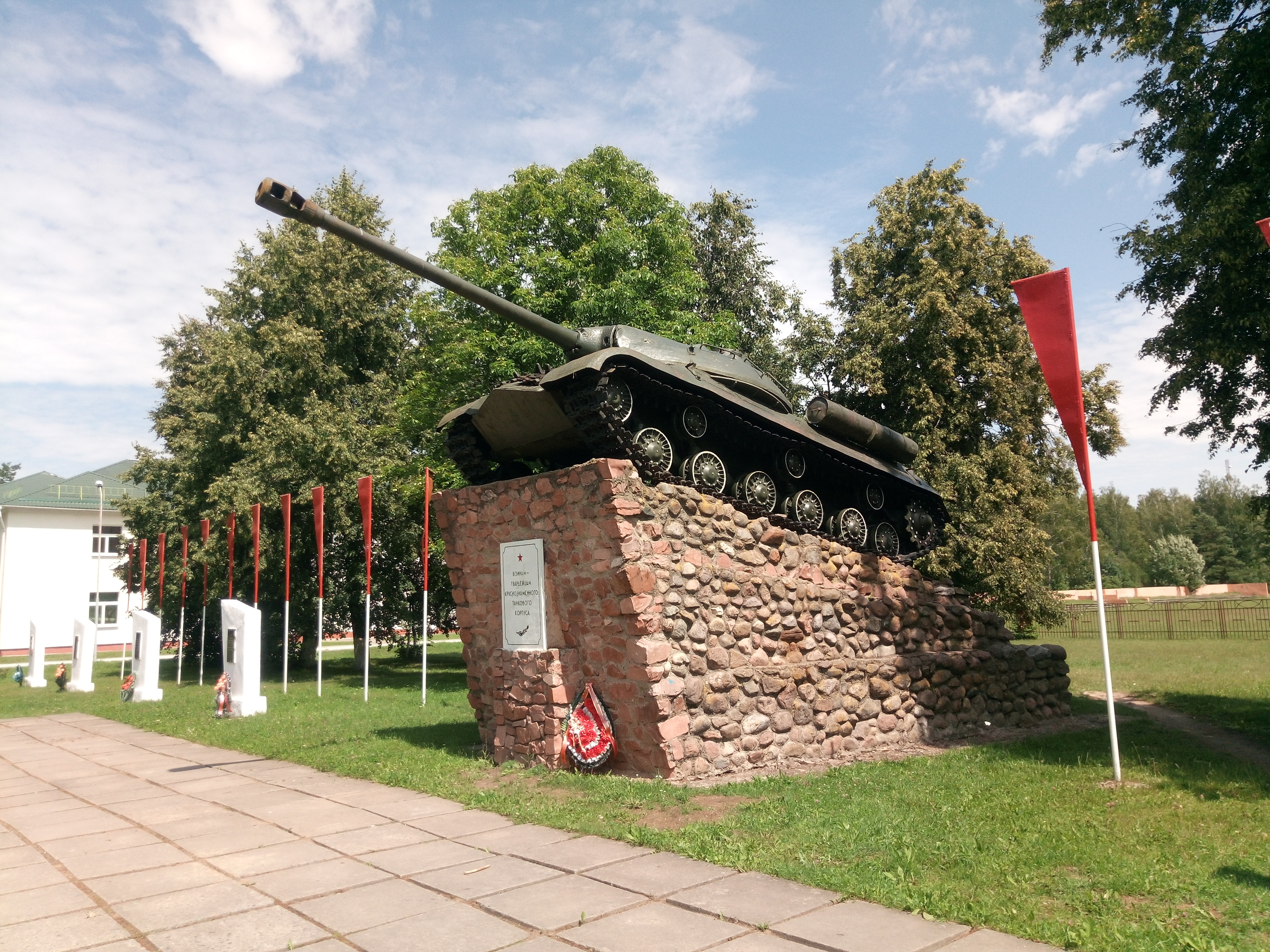
Марьина Горка. Памятник воинам-гвардейцам Краснознамённого танкового корпуса.
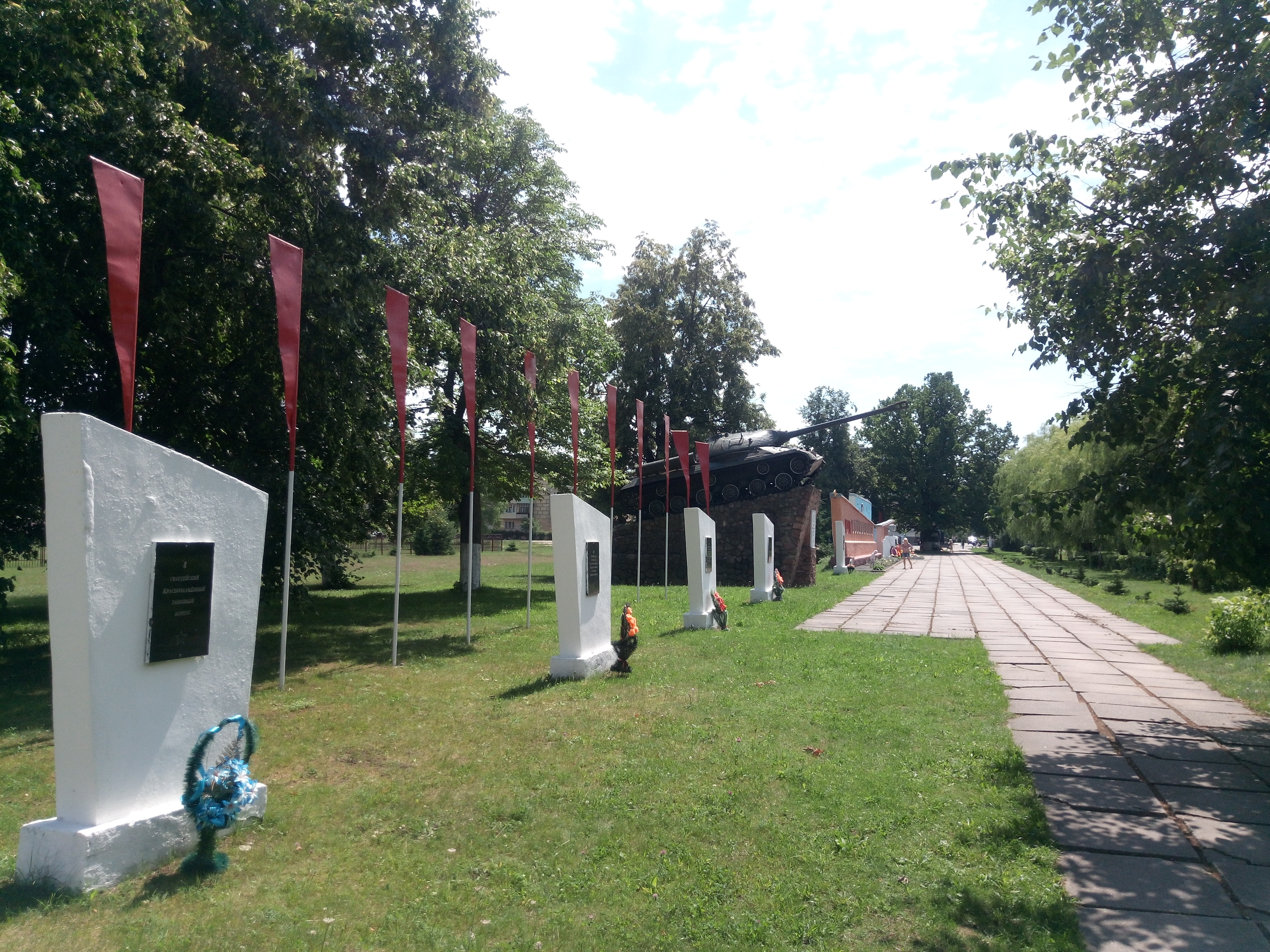
Марьина Горка. Мемориал 8-й танковой дивизии.
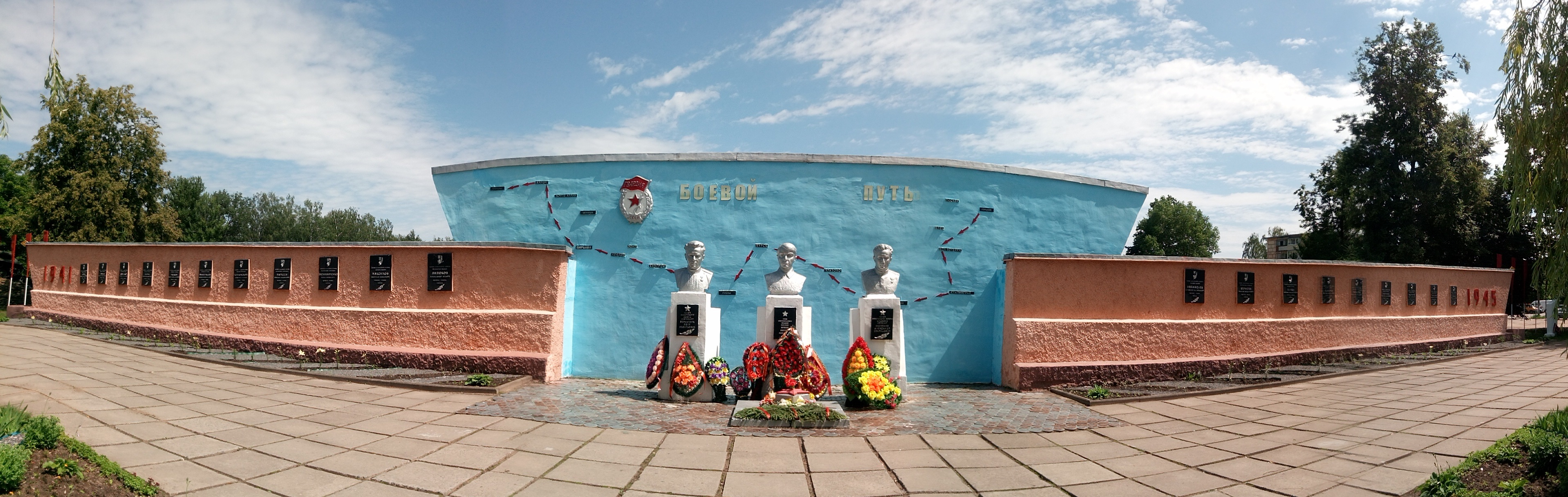
Марьина Горка. Мемориал 8-й танковой дивизии.
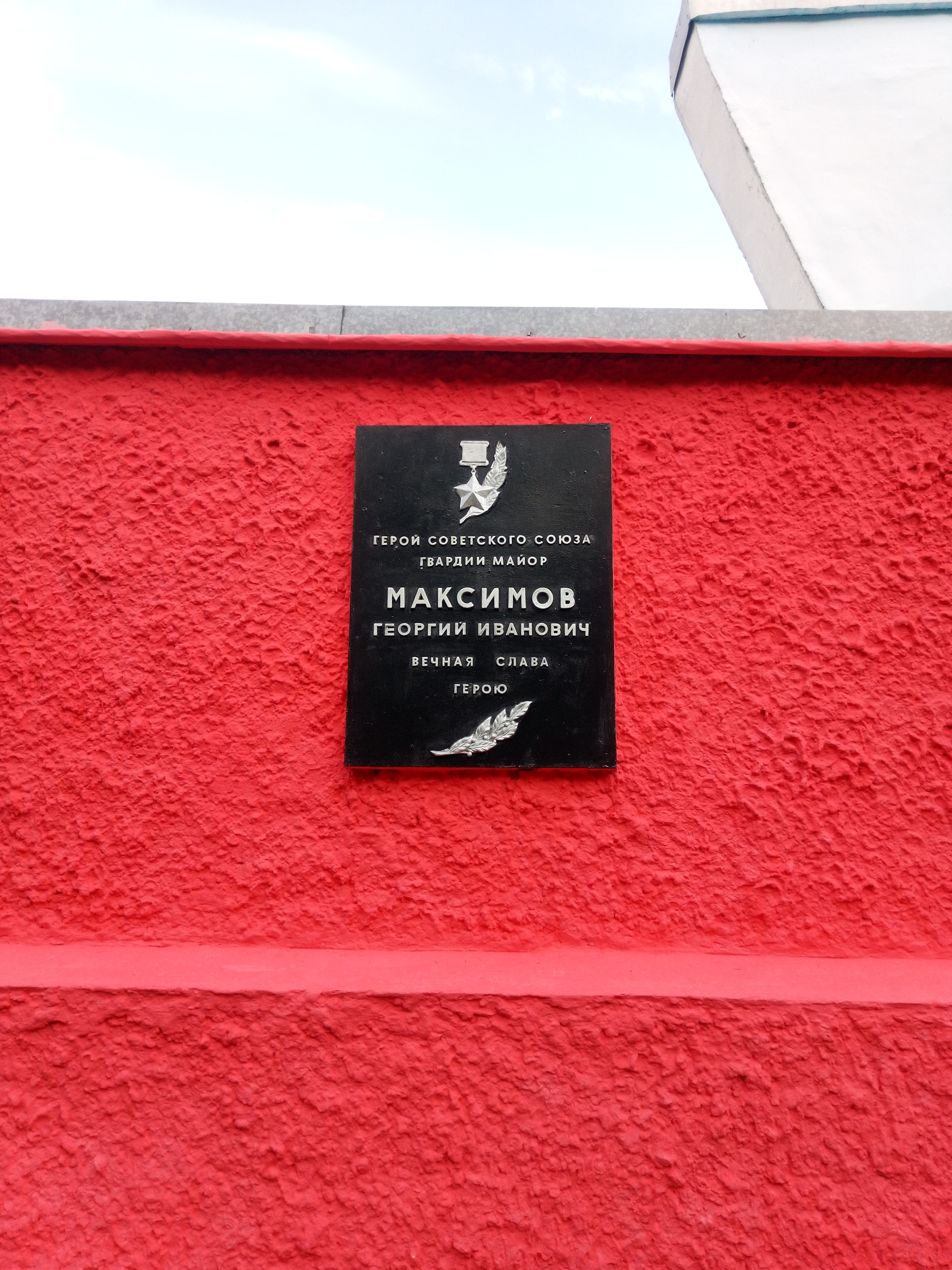
Марьина Горка. Мемориал 8-й танковой дивизии. Памятная доска.